# Paradosso dell'uguaglianza di genere
Il paradosso dell'uguaglianza di genere è una frase applicata a una varietà di affermazioni, generalmente secondo cui le differenze di genere sono maggiori nei paesi più attenti alla parità di genere, o più ricchi. L'uso più importante del termine è in relazione alla contestata affermazione secondo cui l'aumento delle differenze di genere nella partecipazione alle carriere STEM sorge nei paesi che hanno una maggiore parità di genere sulla base di uno studio in Psychological Science di Gijsbert Stoet e David C. Geary, che attribuiva la differenza a un disinteresse da parte delle donne. Lo studio ha ricevuto una copertura sostanziale nei media non accademici.
Ricercatori separati di Harvard non sono stati in grado di ricreare i dati riportati nello studio e nel dicembre 2019 è stata emessa una correzione al documento originale. La correzione ha evidenziato che gli autori avevano creato un metodo precedentemente non divulgato e non convalidato per misurare la "propensione" di donne e uomini a raggiungere un diploma di laurea in STEM, in contrasto con la misurazione originariamente dichiarata della "quota femminile di titoli STEM". Anche incorporando il metodo appena divulgato, i ricercatori non hanno potuto ricreare tutti i risultati presentati. Un documento di follow-up in Psychological Science dai ricercatori che hanno scoperto la discrepanza, ha trovato problemi concettuali ed empirici con le ipotesi del paradosso dell'uguaglianza di genere in STEM. Un altro studio del 2020 ha scoperto che la sottorappresentazione delle ragazze nei campi STEM potrebbe essere spiegata più correttamente dagli stereotipi di genere.

## Paradosso della parità di genere in STEM

### Studio di Stoet e Geary (2018)
Questa ricerca originariamente affermava che all'interno del campione dello studio, una maggiore uguaglianza di genere in un paese è collegata a una percentuale inferiore di donne che studiano i campi STEM. In tale ricerca si è condotta un'analisi dei risultati del 2015 (n=472.242 in 67 nazioni/regioni) del Programma per la valutazione internazionale degli studenti (PISA), concentrandosi sui risultati delle domande basate sull'attitudine alle materie scientifiche. Ciò è stato contrastato con il livello di uguaglianza di genere definito dal Global Gender Gap Index (GGGI).

#### Risultati
Lo studio ha avuto una serie di risultati primari. Questi possono essere riassunti come segue:
- Le ragazze hanno ottenuto risultati simili o migliori dei ragazzi in due paesi su tre, ed erano più capaci di istruzione terziaria STEM in quasi tutti i paesi esaminati.
- È molto più probabile che la scienza o la matematica rappresentino un punto di forza accademico personale per i ragazzi che per le ragazze
- Più ragazze si sono iscritte ai diplomi STEM di quante se ne siano laureate
- La differenza tra le due prestazioni delle ragazze nel programma PISA era inversamente correlata al GGGI del paese.
- Questo divario è risultato essere correlato con il divario di laurea STEM, mostrando che c'è un divario simile tra il numero di ragazze e ragazzi che accedono a programmi universitari STEM rispetto a quelli che completano i loro titoli in paesi con più parità di genere.

È importante notare che la dimensione assoluta del divario riscontrato non è risultata significativa. Piuttosto è la relazione relativa tra i due che si è trovata a mostrare un effetto. In altre parole, non è stata trovata alcuna relazione tra il numero totale di ragazze che si sono iscritte e hanno completato lauree STEM e il GGGI del paese. Piuttosto, l'effetto era tra la differenza relativa nel numero di ragazze rispetto ai ragazzi che si sono iscritti e hanno completato i diplomi STEM e il GGGI del loro paese.

### Correzione dell'articolo originale e Richardson et al. (2020)
Ricercatori separati di Harvard non sono stati in grado di ricreare i dati riportati nello studio e, dopo la revisione interna della rivista, è stata emessa una correzione al documento originale. La correzione ha evidenziato che gli autori avevano creato un metodo precedentemente non divulgato e non convalidato per misurare la "propensione" di donne e uomini a raggiungere un grado più elevato in STEM, in contrasto con la misurazione originariamente dichiarata della "quota femminile di titoli STEM". Tuttavia, anche incorporando il metodo appena divulgato, i ricercatori non hanno potuto riprodurre tutti i risultati presentati. Un documento di follow-up dei ricercatori che hanno scoperto la discrepanza ha riscontrato problemi concettuali ed empirici con il paradosso dell'uguaglianza di genere nell'ipotesi STEM. Nel febbraio 2020, Stoet e Geary hanno emesso una risposta, come commento in Psychological Science, affermando che, nonostante il loro approccio, la correlazione complessiva che avevano trovato è rimasta la stessa, e riaffermato la loro ipotesi che "gli uomini sono più inclini delle donne ad accedere alle carriere STEM per interesse endogeno", con la speranza che studi futuri possano "aiutare a confermare o rifiutare un simile resoconto teorico".

### Studio Breda, Jouini, Napp e Thebault (2020) sullo sviluppo economico e le scelte di studio di genere
Nel 2020, uno studio di Thomas Breda, Elyès Jouini, Clotilde Napp e Georgia Thebault basato sui dati del programma PISA 2012, ha rilevato che il "paradosso dell'uguaglianza di genere" potrebbe essere "interamente spiegato" dallo stereotipo che associa la matematica a uomini più forti in ambienti più egualitari e Paesi più sviluppati.

## Utilizzo per descrivere le differenze di personalità e preferenze in base al genere
Il paradosso dell'uguaglianza di genere è stato utilizzato anche per descrivere le differenze di genere nei test di personalità e le preferenze in paesi più ricchi e con più parità di genere, principalmente in relazione agli studi condotti da Falk e Hermle (2018) e da Mac Giolla e Kajonius (2018). Falk e Hermle (2018) hanno utilizzato il sondaggio mondiale Gallup del 2012 che ha esplorato le preferenze di circa 80.000 persone provenienti da 76 paesi diversi e ha scoperto che i paesi più ricchi e con maggiore parità di genere avevano maggiori divari di genere nelle preferenze delle persone. Mac Giolla e Kajonius (2018) hanno scoperto che le donne tendono ad ottenere un punteggio più alto degli uomini su tutti e cinque gli aspetti della personalità nel test di personalità IPIP-NEO-120 e che il divario si allarga nei paesi che si classificano più in alto nel GGGI.

## Altro utilizzo in fonti accademiche
Il paradosso dell'uguaglianza di genere è stato utilizzato anche per descrivere affermazioni separate all'interno della letteratura accademica. Alcuni esempi includono:
- Usdansky (2011), per descrivere un'affermazione secondo cui "le coppie meno istruite con occupazioni meno qualificate e meno soldi tendono a esprimere più entusiasmo per ruoli di genere specializzati" .[18]
- Un documento della conferenza di Klaus e Kroezen (2017), per descrivere le differenze di regole per genere nel tennis professionistico.[19]
- Thelwall e Mas-Bleda (2020), per descrivere un'affermazione secondo cui "i paesi con una percentuale più elevata di articoli in cui delle donne sono prime autrici, hanno maggiori disparità di genere fra i primi autori tra i campi". Questo si basava su un "confronto di genere del primo autore di 30 milioni di articoli da tutti i 27 ampi campi di Scopus all'interno dei 31 paesi con gli articoli più indicizzati da Scopus 2014-2018".[20]